# Seydişehir
Seydişehir est une ville et un district rural de la province de Konya en Turquie.